# Mario Balotelli
Mario Balotelli, italijanski nogometaš, * 12. avgust 1990, Palermo.

## Življenjepis
Rojen je bil v Italiji, v  Palermu  in sicer ganskima straršema, ki jima je ime Rose in Thomas Barwuah. Ima enega brata Enocha in dve sestri Abigail in Angel. Ko je bil star dve leti je imel težave s črevesjem in ker starša nista imela dovolj denarja, sta začela iskati rejniška starša. Tako se je preselil k rejnikoma Silvii in Francescu Balotelli. Že od malih nog je bil zelo talentiran za nogomet. Po sporih s staršema je vzel priimek svojih rejnikov-Balotelli. Z nekdanjo partnerico  Raffaello Fico imata hčerkico Pio ,ki se jima je rodila decembra 2012. V poletnem prestopnem roku je Mario Balotelli iz Liverpoola prestopil k OGC Nice kjer je po slabem obdobju pod vodstvom Jurgena Kloppa in Brendana Rodgersa ponovno ozivil svojo kariero. V francoski Ligue 1 je zadel 16-krat v 19ih nastopih. Le teh bi bilo vec ce ne bi prejel dveh rdecih kartonov.